# 台灣積體電路製造
台灣積體電路製造股份有限公司（英語：Taiwan Semiconductor Manufacturing Company, Ltd.，簡稱台積電、TSMC，與旗下子公司合稱台積電集團）是臺灣一家專注於半导体晶片製造的高科技跨國企業，總部位於臺灣新竹科學園區，是全球前十大企業，也是全球最領先的半導體晶片製造商。其主要業務涵蓋晶片製造、封裝、測試及技術服務。憑藉先進的製程技術與持續創新，台積電在國際市場享有盛譽，晶片製造市占率居全球首位，為全球高科技產業的重要支柱，並為蘋果、聯發科、Google、輝達、華碩、AMD、OpenAI等知名企業供應先進的高效能晶片。此外，台積電在半導體、人工智慧、自動駕駛等尖端科技產業的發展中扮演關鍵角色。

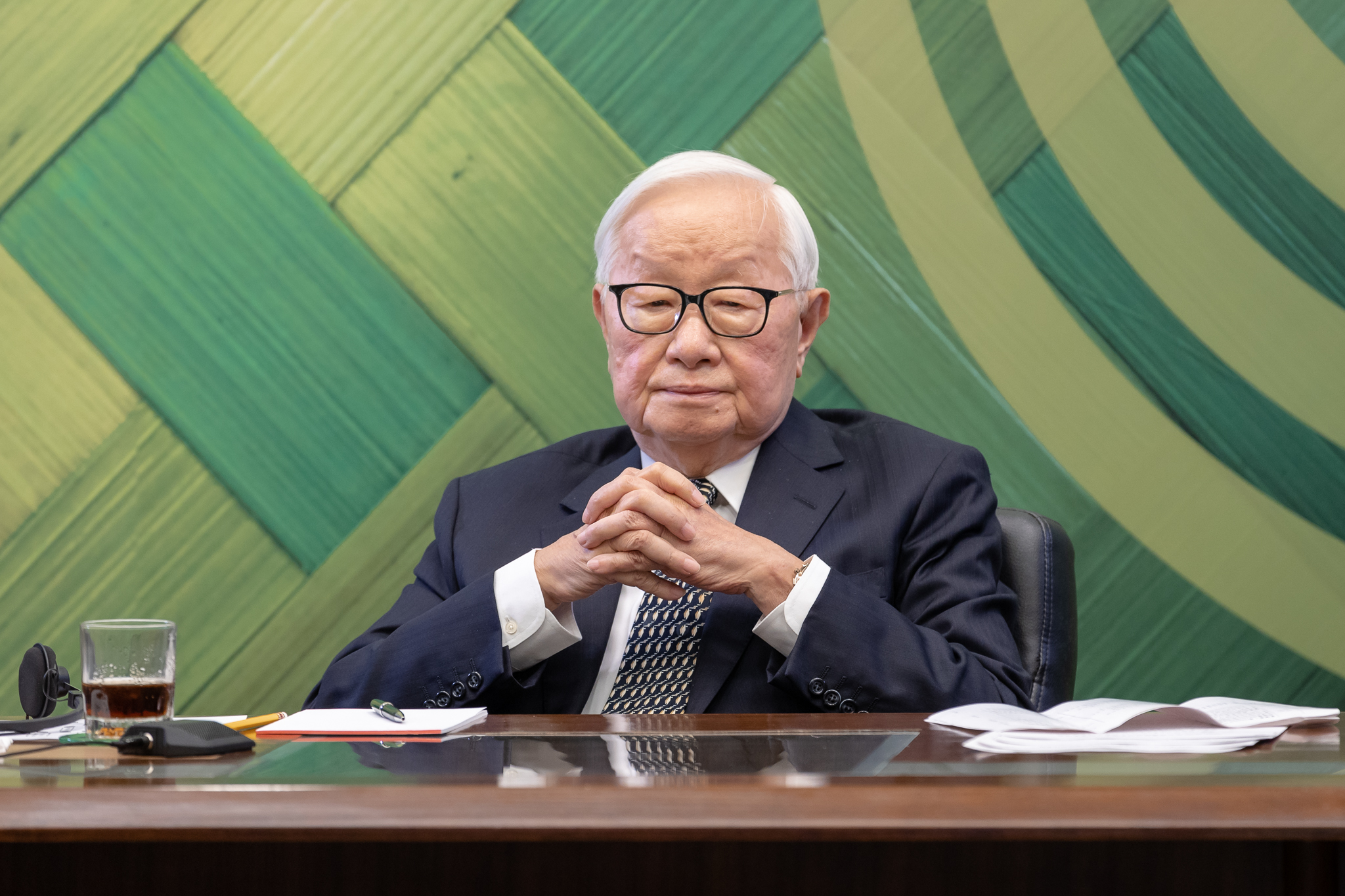
創辦人張忠謀

## 歷史

### 1970-1990年代
1970年代，政府為國家的經濟發展，決定發展半導體產業。1973年，成立工業技術研究院「電子工業研究發展中心」，由經濟部出資1000萬美元，進行RCA技術移轉計劃。1986年，時任行政院應用技術發展小組召集人李國鼎，邀請時任美國通用儀器營運長的張忠謀回國擔任工業技術研究院院長。
1987年，時任總統蔣經國、行政院長孫運璿與李國鼎，從建立科學園區到推動發展半導體、建立台積電，對於資金、人才、土地、政策、立法、配套等需求，政府都全力安排，並與荷蘭飛利浦、台塑企業等各方合作投資，籌組以工研院技術移轉衍生成立的一家半導體製造公司。一開始，公司中文名打算命名為台灣半導體製造公司，因當時已被註冊，後定名為台灣積體電路製造股份有限公司，由張忠謀出任首任董事長。
關於台積電，政府投資七千萬美元，占48.3%，均為現金投資，並無技術股。民間各方投資三千五百萬美元，占總投資24.2%，荷蘭菲利浦投資四千萬美元，占27.5%。
台積電是工研院的技術移轉衍生公司，其第一個廠房位於工研院中興院區，由台積電向經濟部租用，由此可看出台積電與台灣半導體產業發展的密切關係。該廠房已於2002年結束租期，歸還給經濟部與工研院。
1994年，台積電在臺灣證券交易所掛牌上市。1997年，赴美國紐約證券交易所（NYSE）發行美國存託憑證（ADR），並以TSM為代號開始掛牌交易。

### 2000-2010年代
2001年，台積電與飛利浦合夥投資，所設立的SSMC公司，在新加坡正式啟用，耗資十二億美元。
2015年年底，台積電月產能達189萬片8吋約當晶圓，是全球最大邏輯IC產能的半導體廠。
赴中國大陸設廠
台積電在本地以外的第一站，是前往上海創辦的十廠，以百分之百子公司的方式持有自有工廠。新晶圓廠也位於上海，同時是中國大陸公司總部。2016年，台積電在中國大陸的首座12吋大型晶圓廠，正式在南京市宣布動工，計畫2018年投產。2021年該廠再獲投資，進入擴產階段。2024年南京工廠獲得美國VEU協議，在已有工藝下可無限期豁免進口授權。
市值超越IBM與英特爾
2016年9月19日，台積電市值首度超越美國電子巨擘IBM。2017年3月20日，台積電市值首度超越美國晶片巨擘英特尔。9月29日，台積電宣布未來3奈米製程晶圓廠，落腳台灣南部科學園區，預計最快2022年量產。10月2日，時任董事長張忠謀宣布將於2018年6月份卸任董事長和總裁，屆時將由劉德音接任董事長、魏哲家接任台積電總裁。
2019年，美國商務部宣布新規定，凡使用美國半導體技術與設備的外國企業，必須先取得許可，將中國廠商華為及旗下數百家子公司，納入出口管制黑名單，禁止華為在沒有政府當局核准的情況下，向任何使用美國技術的企業購買零組件。當時市場研判是針對台積電，其客戶群中有百分之十五是華為。

### 2020年代

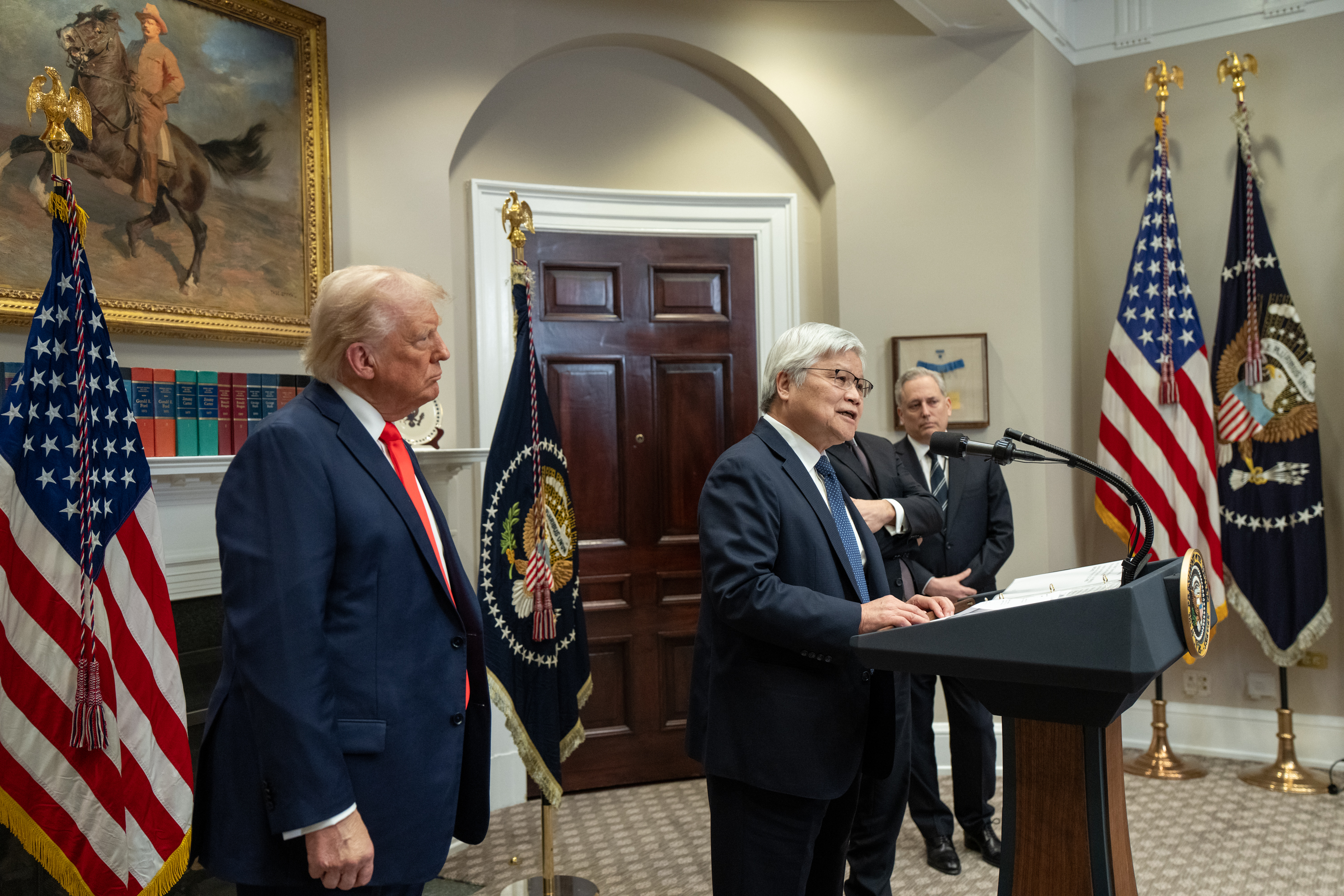
2025年台积电董事长魏哲家和美國总统川普在白宫发布記者会

2020年，台積電開始於歐洲與美國建造新工廠，投入新台幣近1000億元在美國亞利桑那州設廠。台積電創辦人張忠謀在4月份的一次演講中回應，強調台積電的成功與台灣人密不可分，更需要保住和重視台積電。
赴美國設直營廠
2020年5月14日，台積電宣布將在美國設立新廠，確定斥資120億美元，設立5奈米製程的晶圓廠，場址在亞利桑那州鳳凰城。台積電亞利桑那州廠占地約445公頃，工程總投資金額約400億美元，為美國史上規模最大的外國直接投資案之一。於2021年4月動工，2022年12月6日舉行首批機台設備到廠典禮，預計2025年開始量產。
2025年3月3日，台积电董事长魏哲家，和美国总统川普及商务部长和白宫人工智能“沙皇”，共同出席在白宫举行的新闻发布会，宣布台积电将在亚利桑那州追加高达1千亿美元的芯片制造和研究投资。美商务部长说在美国建造芯片台积电就会避免关税，总统川普说这也有利于美国国家安全。
赴日本設廠製造
2021年10月14日，台積電獲得在日本九州之開設晶圓代工廠的專案，宣布該廠為全新合作投資的子公司「日本先進半導體製造」（Japan Advanced Semiconductor Manufacturing，JASM），合資擁有多數股權的JASM是為台積公司在日本當地生產之的代工服務部門，以22奈米至28奈米的製程為主，2022年熊本一廠開工、2024年2月完工啟用；2024年2月再宣布將建熊本二廠。
赴德國設廠製造
2023年8月8日，台積電與羅伯特博世公司（Robert Bosch GmbH）、英飛淩科技股份公司（Infineon Technologies AG）和恩智浦半導體（ NXP Semiconductors N.V.）合作投資「歐洲積體電路製造」（European Semiconductor Manufacturing Company，ESMC）品牌，生產先進汽車晶片，規模依據歐洲晶片法案（European Chips Act）審核為定，於德國德勒斯登設置設置晶圓廠進行製造。於2024年7月30日，宣布德國廠8月20日動土，預計2027年底量產。
2023年7月，位於新竹科學園區的台積電全球研發中心啟用。
2024年，宣布與韓國的全球第二大記憶體晶片製造商SK海力士組成晶片聯盟，強化雙方緊密夥伴關係。同年8月，以新台幣171.4億元買下群創光電南科四廠，預計作為先進封裝或封裝製程之用途。
2025年，宣布攜手東京大學，啟用「TSMC-UTokyo Lab」（台積電-東京大學實驗室），是台積電首間與海外大學合作的聯合實驗室。

## 營運及生產相關設施
台積電透過遍及全球的營運據點，服務全世界半導體市場。全球總部位於新竹科學園區竹科園區的晶圓十二A廠。

### 晶圓廠區
6與8晶圓廠
- 一廠： 新竹科學園區竹科園區工研院中興園區內（6吋。2001年歸還工研院使用）
- 二廠： 新竹科學園區竹科園區（6吋。2025年6吋計劃停產）
- 三廠： 新竹科學園區竹科園區（8吋。2002年合併四廠，2025年竹科8廠將逐步併廠）
- 五廠： 新竹科學園區竹科園區（8吋。2025年竹科8廠將逐步併廠）
- 六廠： 南部科學園區台南園區（8吋。2025年南科8吋廠預計更改裝）
- 八廠： 新竹科學園區竹科園區（8吋。購併原世大廠，2025年竹科8廠將逐步併廠）
- 十廠：上海市松江區
- 十一廠：华盛顿州克拉克（TSMC WaferTech L.L.C.）
- SSMC：新加坡（由台積電與恩智浦半导体合資）

12晶圓廠
- 十二A廠： 新竹科學園區竹科園區（台積總部）
- 十二B廠： 新竹科學園區竹科園區（研發中心）
- 十四廠： 南部科學園區台南園區
- 十五廠： 中部科學園區台中園區
- 十六廠： 江蘇省南京浦口經濟開發區
- 十八廠： 南部科學園區台南園區
- 二十廠： 新竹科學園區竹科園區（興建中，預計2025年投產）
- 二十一廠：亞利桑那州鳳凰城（P1-P3廠，P1於2025年投產，P2與P3將於2025年動工）[31]
- 二十二廠： 南部科學園區高雄楠梓園區（P1-P5廠，P1於2025年投產，P2將於2025年完工，P3預計2025年動工，P4與P5環評中）[32]
- 二十三廠：熊本縣菊陽町（JASM：台積電與索尼半導體（日语：ソニーセミコンダクタソリューションズ）、電裝及豐田汽車合資，二廠預計2027年投產）[33][34]
- 二十四廠：德勒斯登（與博世、英飛凌和恩智浦半導體合資，興建中，預計2027年底投產）[35]
- 二十五廠： 中部科學園區台中園區（將於2025年底動工）

### 先進封裝測試廠
- 封測一廠： 新竹科學園區竹科園區
- 封測二廠： 南部科學園區台南園區
- 封測三廠： 新竹科學園區桃園龍潭園區
- 封測五廠： 中部科學園區台中園區（量產CoWoS[36]）
- 封測六廠： 新竹科學園區苗栗竹南園區
- 封測七廠： 南部科學園區嘉義園區（預計2026年完工、2028年投產SoIC及CoWoS）
- 封測八廠： 南部科學園區台南園區（原群創南科四廠，預計2025年改建造完、2026年投產CoWoS）

### 研發中心
- 全球研發中心： 新竹科學園區竹科園區
- 員工學習中心： 中部科學園區台中園區
- 七廠： 新竹科學園區竹科園區（購併德碁）

### 再生水廠
- 南部科學園區台南園區
- 新竹科學園區竹科園區（預計2027年營運）

### 零廢製造中心
- 中部科學園區台中園區
- 南部科學園區台南園區（預計2026年營運）

## 企業經營
公司治理表揚獎
台積電獲 The Asset Magazine 頒發「最佳公司治理 AAA 等獎」、Corporate Governance Asia 雜誌頒發臺灣「公司治理表揚獎」，以及被 FinanceAsia 雜誌評等為臺灣公司治理第一名之公司。
使用再生能源
2020年加入由氣候組織和碳揭露專案提出的「RE100」倡議，承諾於2050年前達成100%使用再生能源的目標，為全球第一家加入RE100的半導體企業。

## 股權與市值

### 股權
截至2020年12月，台積電為台灣證券交易所發行量加權股價指數最大成份股。根据台積電公布的2020年度報告20-F文件，该公司最大股东为行政院國家發展基金管理会，持股比例 6.38%。20-F文件注明该公司在美國花旗银行开设託管台積電存託憑證專戶，并有5,321,575,398股普通股（占21.8%）在该账户中。该存託憑證專戶仅为股票交易使用，并非美国花旗银行通过该账户持有台積電股份，并且非中華民國人士想要持有台積電的股份必須通过中華民國保管人（custodians）代持。

### 市值
2019年9月27日，市值首次超越新台幣7兆元；10月31日，股價首度站上新台幣300元；11月5日，市值首次超越新台幣8兆元；12月31日，以新台幣331元封關。
2020年3月19日，股價來到新台幣235.5元低點；4月17日，股價重返新台幣300元關卡；7月10日，市值首次超越新台幣9兆元；7月21日，市值首次超越新台幣10兆元；7月27日，股價首度站上新台幣400元，市值首次超越新台幣11兆元；7月28日，市值首次超越新台幣12兆元，美國存託憑證則來到4317.4億美元，超越 Visa 公司，成為全球市值第十大公司；11月17日，股價首度站上新台幣500元，市值則首次超越新台幣13兆元；12月8日，美國存託憑證來到5517億美元，超越波克夏，成為全球市值第九大公司；12月31日，以新台幣530元封關，市值達新台幣13.74兆元，2020年股價上漲新台幣199元，市值增加新台幣5.16兆元。
2021年1月4日，市值首次超越新台幣14兆元；1月8日，市值首次超越新台幣15兆元；1月13日，股價首度站上新台幣600元；1月21日，股價創盤中679元、收盤673元新高。
2024年3月8日，台積電股價曾一度衝上新台幣796元，市值衝破新台幣20兆元。
2024年5月23日，晶圓代工廠台積電股價上漲0.6%，盤中續創歷史新高至160.78美元。截至2024年5月30日，最新报价154.34美元，市值8004.71亿美元。
2024年7月4日，台積電股價正式突破新台幣千元大關，單日漲幅2.66%，創下歷史天價，也躋身千金股的行列。

## 重大事件

### 2奈米機密外洩案
2025年8月5日，《日經亞洲》揭露台積電多名員工涉嫌竊取2奈米先進製程的核心技術，並將相關資訊外洩給競爭對手。台積電隨後解僱並提告多名涉案員工，高檢署於7月25日至28日期間，對陳姓、戈姓、吳姓等三名涉案人士執行傳喚與拘提，並搜查其住所。經訊問後，檢方認定三人涉嫌違反《國家安全法》，向法院聲請羈押禁見，獲法院裁定准許。作为台积电主要设备供应商、与2奈米先进制程竞争者Rapidus有着密切关系的日本东京威力科创台湾子公司员工（后被解雇）涉及此案，6日开盘其母公司股价一度重挫逾4%。

## 相關事業
公益事業
- 台積電文教基金會：成立於1998年，現任董事長為台積電董事曾繁城，執行長為許峻郎。[65]
- 台積電慈善基金會：現任董事長為張淑芬。

晶圓產品及設計
創意電子（Global Unichip；臺證所：3443）
彩色濾光膜製造
采鈺科技（VisEra）
晶圓級封裝
精材科技（XinTec；臺證所：3374）
晶圓代工
世界先進（VIS；櫃買中心：5347）、晶圓科技（WaferTech）、日本先進半導體製造（JASM）
投資事業
TSMC GLOBAL LTD. 從事投資、定存及債券，降低外匯避險成本

## 外部連結
- （繁體中文）（简体中文）（英文）（日語） 台積電（页面存档备份，存于）
- （英文）台積電美國子公司 （页面存档备份，存于）
- （繁體中文）（英文） 世界先進積體電路 （页面存档备份，存于）
- （繁體中文） 台積電文教基金會 （页面存档备份，存于）
- （繁體中文） 台灣公司資料 （页面存档备份，存于）
- （繁體中文） TSMC 30週年大記事 （页面存档备份，存于）（1987－2016）